# Mistrzostwa Polski w hazenie kobiet

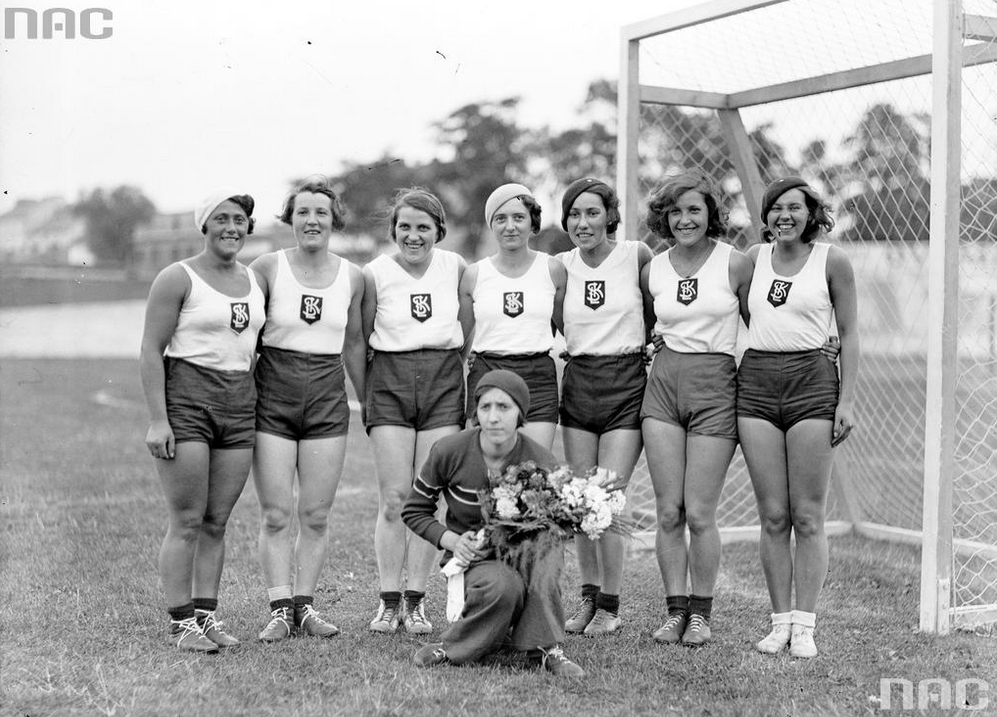
Drużyna hazenistek ŁKS Łódź – trzykrotny mistrz kraju.

Mistrzostwa Polski w hazenie kobiet – oficjalne rozgrywki sportowe na szczeblu krajowym, organizowane cyklicznie przez Polski Związek Gier Sportowych, a od 1936 przez Polski Związek Piłki Ręcznej, dla polskich żeńskich klubów hazeny, mające na celu wyłonienie najlepszego z nich. W dniach 27–29 czerwca 1937 roku w Poznaniu rozegrano ostatnie mistrzostwa Polski w hazenie, co było spowodowane wzrostem popularności piłki ręcznej w Polsce oraz uchwaleniem przez Polski Związek Piłki Ręcznej uchwały o ich zaniechaniu. W 1938 rozegrano pierwsze w historii mistrzostwa Polski w piłce ręcznej kobiet.

## Medalistki Mistrzostw Polski w hazenie kobiet[1]
| Sezon | 1 miejsce        | 2 miejsce        | 3 miejsce        |
| ----- | ---------------- | ---------------- | ---------------- |
| 1929  | ŁKS Łódź         | Grażyna Warszawa | —                |
| 1930  | AZS Warszawa     | ŁKS Łódź         | —                |
| 1931  | Polonia Warszawa | HKS Łódź         | Warta Poznań     |
| 1932  | ŁKS Łódź         | Legia Warszawa   | —                |
| 1933  | ŁKS Łódź         | Cracovia Kraków  | Polonia Warszawa |
| 1934  | IKP Łódź         | AZS Warszawa     | Cracovia Kraków  |
| 1935  | IKP Łódź         | HKS Łódź         | Polonia Warszawa |
| 1936  | IKP Łódź         | AZS Warszawa     | Warta Poznań     |
| 1937  | IKP Łódź         | HKS Łódź         | AZS Warszawa     |